# Stèle de Loc-Eguiner-Saint-Thégonnec
La stèle de Loc-Eguiner-Saint-Thégonnec est une stèle de l'Âge du fer installée depuis 1948 dans l'enclos paroissial de Loc-Eguiner-Saint-Thégonnec, en Bretagne, en France, et ornée d'un calvaire en pierre sculptée. Trouvée en bordure d'une ancienne voie romaine, il est parfois envisagé qu'elle ait été remployée comme borne milliaire à l'époque gallo-romaine.

## Localisation
La stèle est située dans le département français du Finistère, sur la commune de Loc-Eguiner-Saint-Thégonnec.
Elle aurait été trouvée au lieu-dit Kerargan, renversée dans un fossé sur la route venant de Plounéour-Ménez, soit à environ 1,5 km au sud-est de son emplacement actuel.
En 1948, elle a été déplacée dans le cimetière nord de l'enclos paroissial de l'église Saint-Eguiner, dans le bourg.

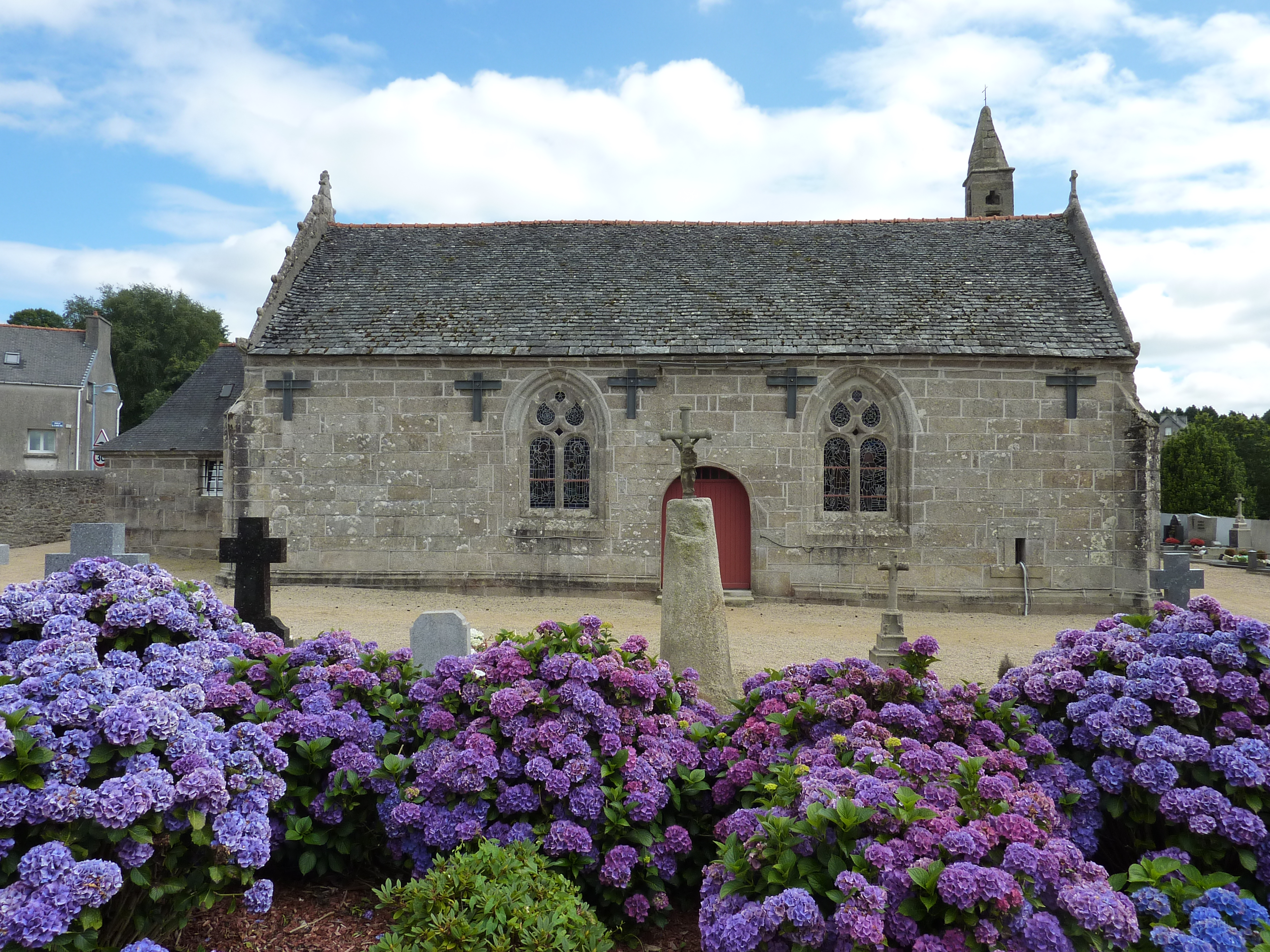
Vue du nord de l'église Saint-Eguiner

## Description
La pierre est un monolithe de granite à gros grains, tronconique, à quatre faces et pans coupés, haut de 2,50 m,.
Sa surface possédait treize cannelures sculptées, estompées aujourd'hui.
Aucune inscription n'y a été relevée.

## Histoire
La pierre a été signalée avant 1911 par un habitant de Morlaix, M. Livinec, à Jean-Marie Abgrall et Louis Le Guennec (« ce qui parait être une borne romaine »), mais ces derniers ne semblent pas l'avoir observée in situ cette année-là.

### La stèle
Depuis la publication en 1989 de Marie-Yvane Daire et Pierre-Roland Giot, qui se basent sur la forme et le façonnage de cette pierre, il est admis qu'elle a été dressée lors de l'Âge du fer (soit au Ier millénaire av. J.-C.).
En général peu documentés, surtout pour ceux n'ayant aucune décoration, ces monuments sont parfois associés au domaine funéraire. Ils n'ont pas la forme irrégulière des mégalithes néolithiques (plus anciens) et ont été l'objet d'un travail de sculpture, avec débitage, taille et parfois polissage de la surface. On remarque souvent que la partie inférieure, appelée embase, destinée à être sous terre, est brute de taille.

### Une colonne itinéraire?
Du fait de sa proximité avec la voie romaine attestée, allant de Carhaix (probable Vorgium) à l'Aber-Wrac'h via Kerilien en Plounéventer (Vorganium ?) en  suivant le tracé de la route départementale 111, plusieurs archéologues antiquisants ont supposé que la stèle ait pu être réutilisée à l'époque romaine comme borne milliaire. La borne serait alors devenue anépigraphe avec le temps.
Cette hypothèse n'est toutefois envisagée qu'avec une certaine prudence par la Carte archéologique de la Gaule et est critiquée par certains historiens.

### Le fut d'un calvaire
La pierre a été déplacée en 1948, surmontée d'un crucifix et d'un Christ aux liens, ornée de fleurons-boules, pour en faire le fut d'une croix de mission.
Une plaque sur la stèle, portant la mention « Mission 1948 », commémore cette christianisation récente. Si cette dernière a été plus ancienne, rien ne l'indique.